# Botsuana nos Jogos Olímpicos de Verão de 2000
Botswana participou dos Jogos Olímpicos de Verão de 2000 em Sydney, Austrália. Nesta participação, o país não conquistou nenhuma medalha.